# Антиньяк (Юг-Пиренеи)
Антинья́к (фр. Antignac, окс. Antinhac) — коммуна во Франции, находится в регионе Юг — Пиренеи. Департамент — Верхняя Гаронна. Входит в состав кантона Баньер-де-Люшон. Округ коммуны — Сен-Годенс.
Код INSEE коммуны — 31010.

## География

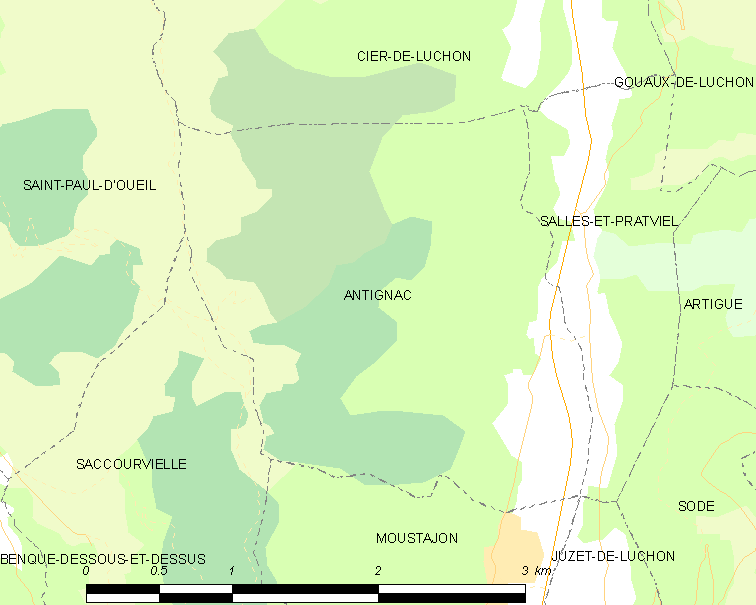
Карта коммуны

Коммуна расположена приблизительно в 690 км к югу от Парижа, в 115 км к юго-западу от Тулузы.
На востоке коммуны протекает река Пик. Большую часть территории коммуны занимают леса.

## Климат
Климат умеренно-океанический. Зима мягкая и снежная, весна характеризуется сильными дождями и грозами, лето сухое и жаркое, осень солнечная. Преобладают сильные юго-восточные и северо-западные ветры.

## Население
Население коммуны на 2010 год составляло 108 человек.
| 1962 | 1968 | 1975 | 1982 | 1990 | 1999 | 2010 |
| ---- | ---- | ---- | ---- | ---- | ---- | ---- |
| 82   | 61   | 63   | 55   | 94   | 104  | 108  |

## Экономика
В 2010 году среди 70 человек трудоспособного возраста (15—64 лет) 59 были экономически активными, 11 — неактивными (показатель активности — 84,3 %, в 1999 году было 83,8 %). Из 59 активных жителей работали 54 человека (29 мужчин и 25 женщин), безработных было 5 (2 мужчин и 3 женщины). Среди 11 неактивных 2 человека были учениками или студентами, 8 — пенсионерами, 1 был неактивным по другим причинам.

## Фотогалерея

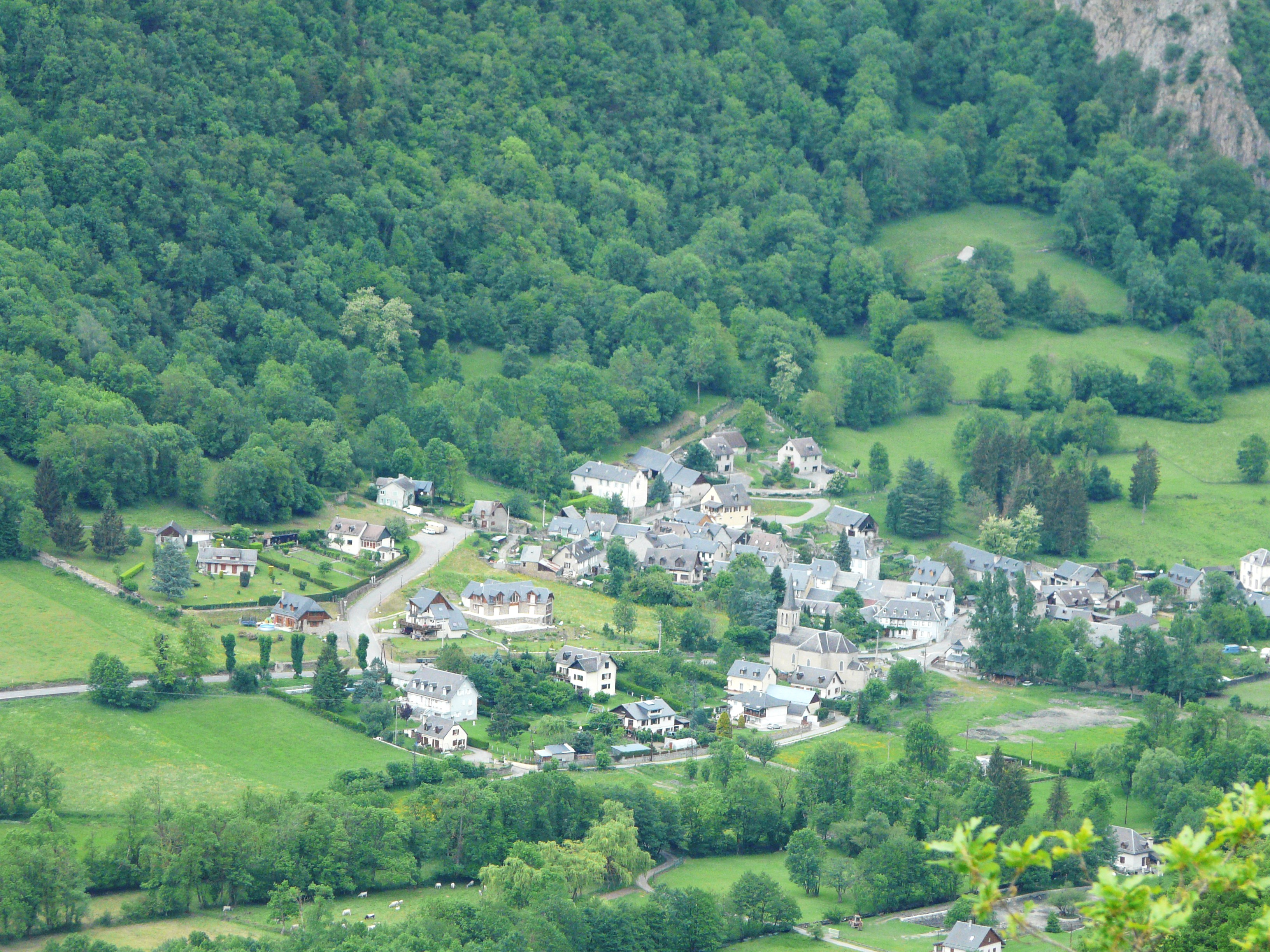
Антиньяк
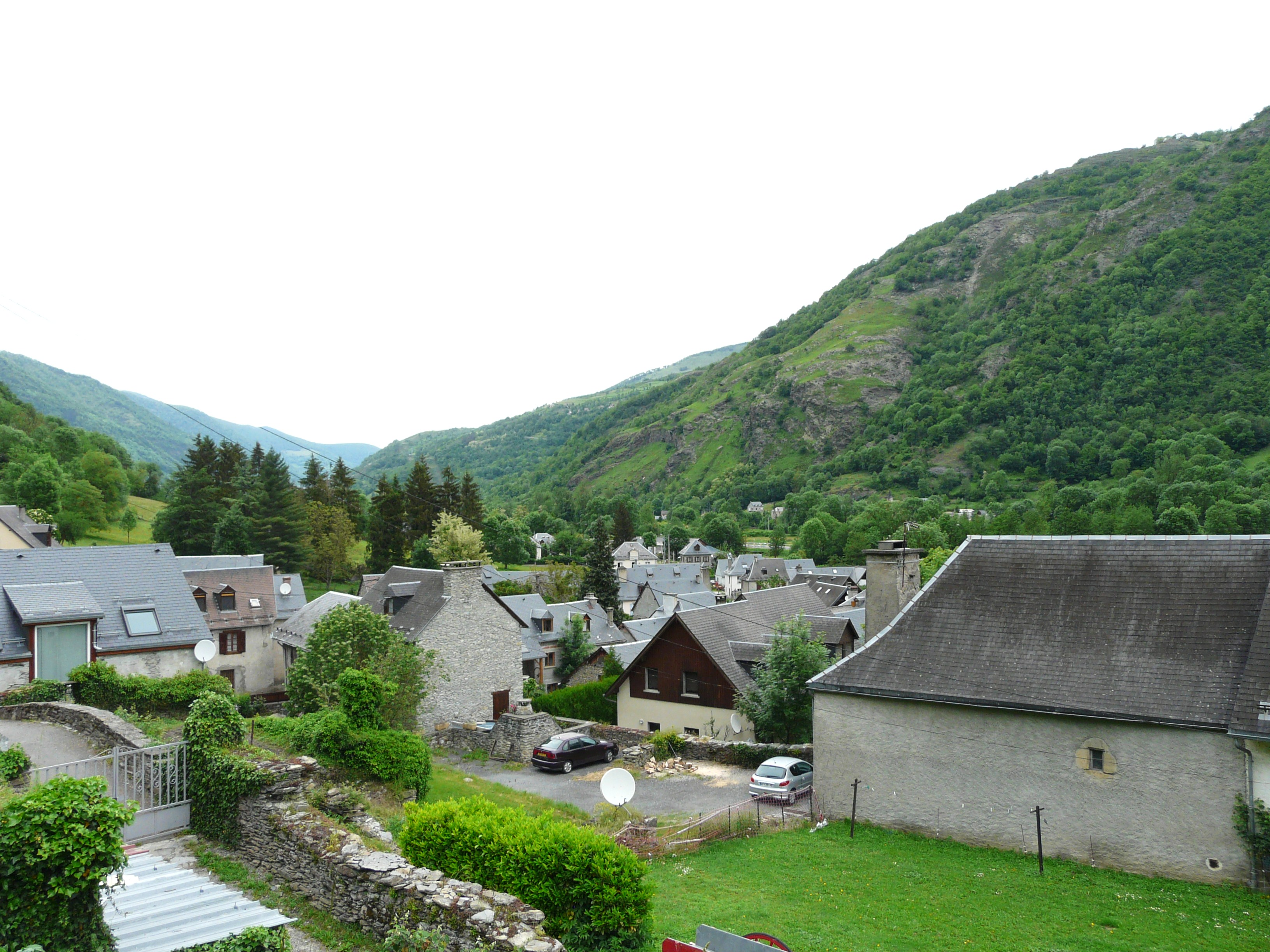
Антиньяк
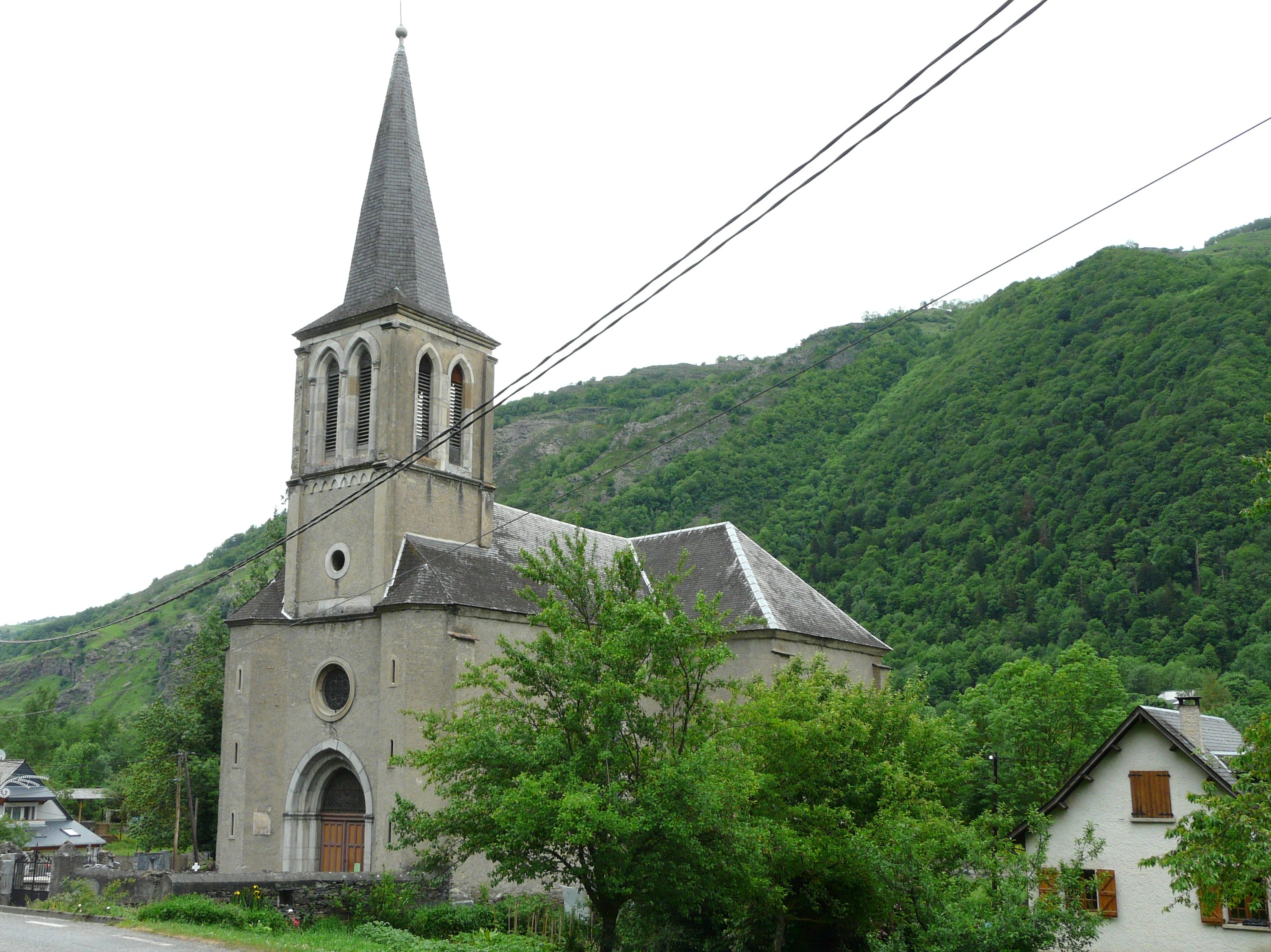
Церковь Сент-Оран
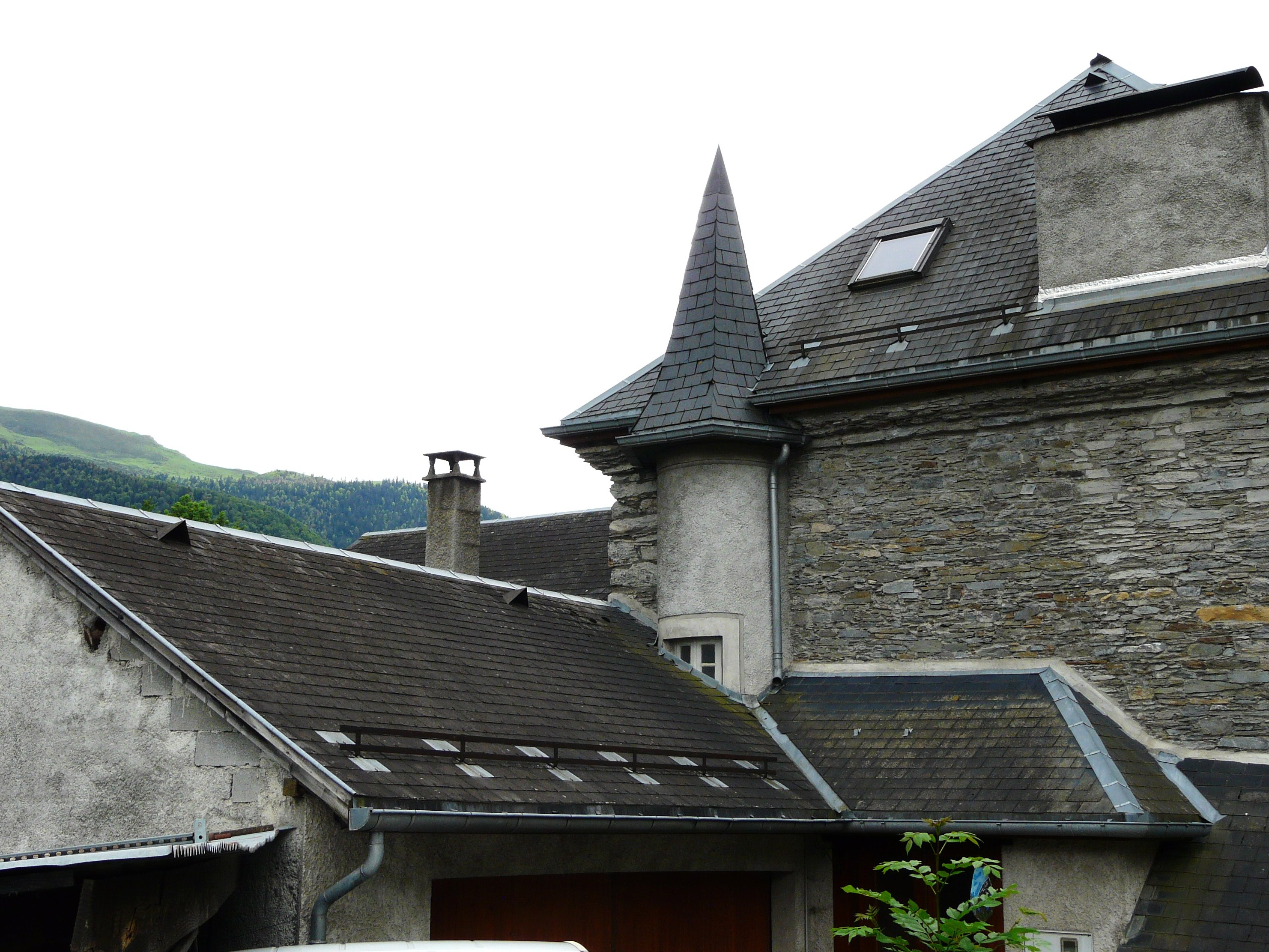
Дом с башенкой
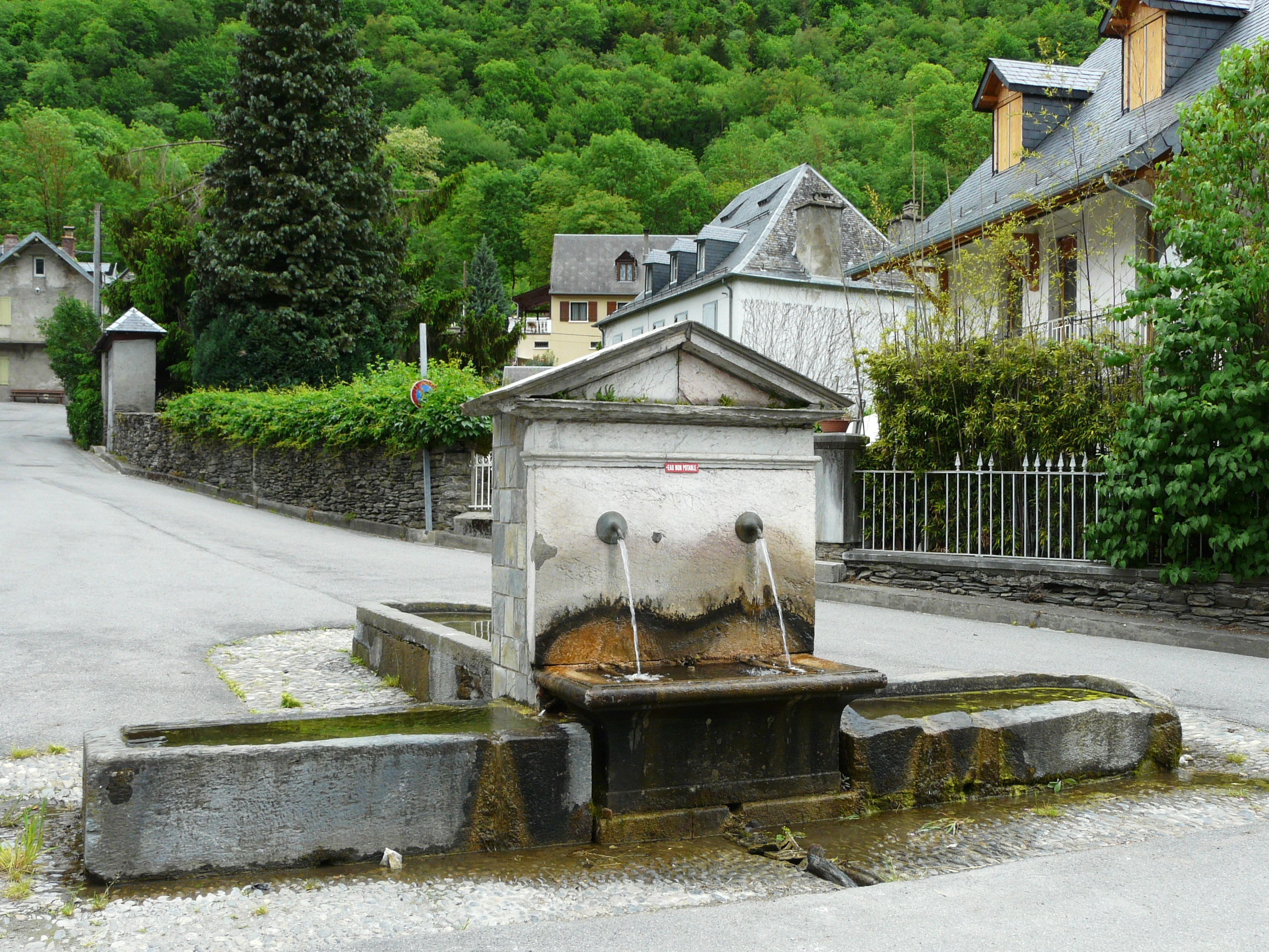
Фонтан-поилка
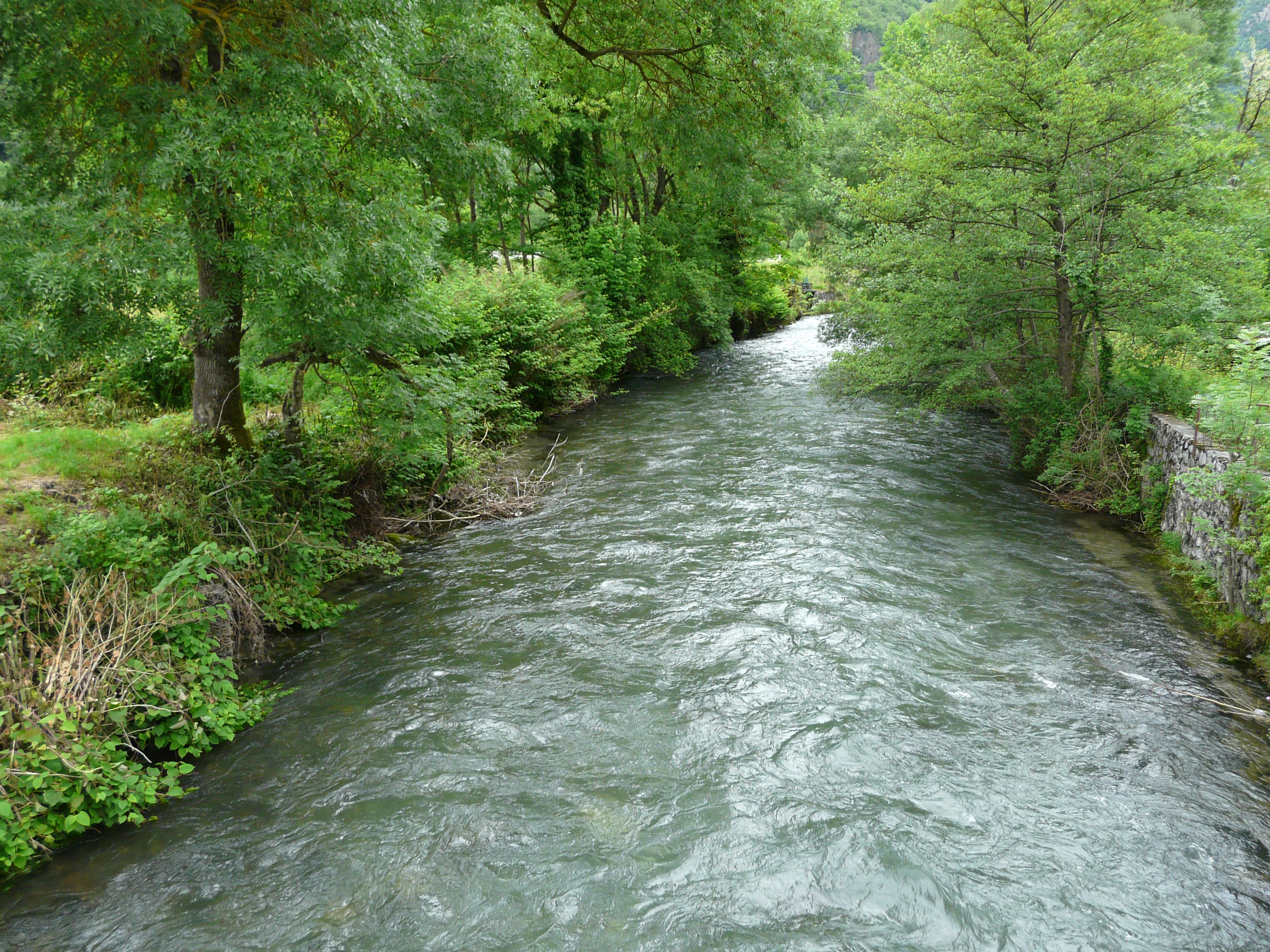
Река Пик